# Chahaignes
Chahaignes là một xã thuộc tỉnh Sarthe trong vùng Pays-de-la-Loire tây bắc nước Pháp. Xã này có diện tích 22,83 km2, dân số năm 2006 là 802 người.